# Vanda svenska församling

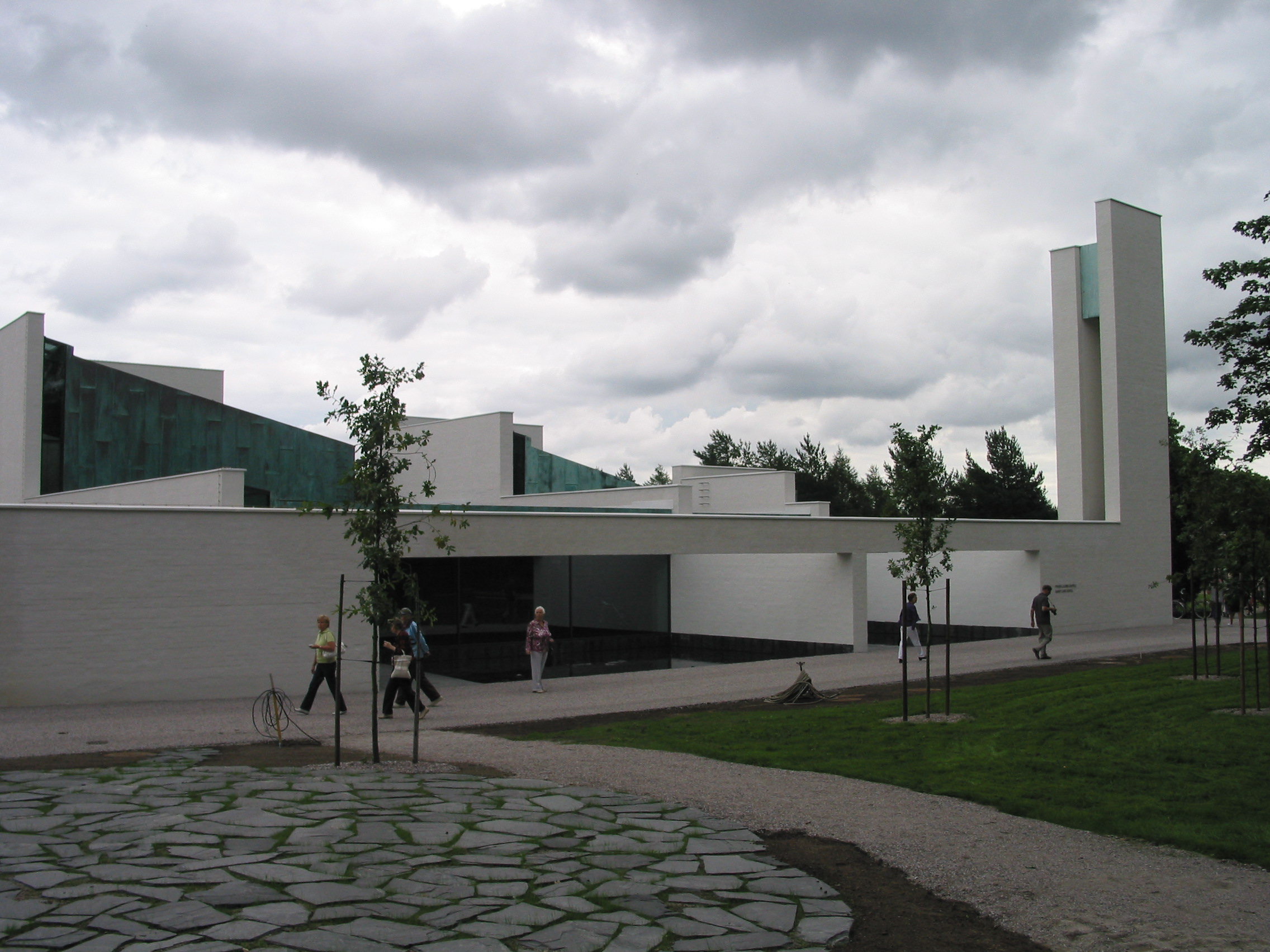
S:t Lars kapell

Vanda svenska församling är en församling i Mellersta Nylands prosteri inom Borgå stift i Evangelisk-lutherska kyrkan i Finland. Församlingen samlar de 4151 svenskspråkiga kyrkomedlemmarna (31.12.2021) i Vanda.
Kyrkoherde i församlingen är Kristian Willis.

## Kyrkor
- Helsinge kyrka S:t Lars (andra hälften av 1400-talet)
- Myrbacka kyrka (1984)
- S:t Lars kapell (2010)